# Cantó de Lodeva

El cantó de Lodeva és un cantó francès del departament de l'Erau, a la regió d'Occitània. Forma part del districte de Lodeva, té 54 municipis i el cap cantonal és Lodeva.

## Municipis
- Agonés
- Alaumet e Vilacun
- Lo Bòsc
- Briçac
- Casilhac
- Lo Castèl de Londras
- Lo Causse de la Cèla
- Cèlas
- Claret
- Lo Cròs
- Ferrièiras de las Veirièiras
- Fontanés
- Fosièiras
- Gange
- Gornièrs
- Lauret
- Laurós
- Lodeva
- Londras
- Montoliu
- Molés e Baucèls
- Pegairòlas de Buòja
- Pegairòlas de l'Escaleta
- Pojòls
- Lo Puòg
- Los Plans
- La Ròca
- Lo Roet
- Sant Joan de la Blaquièira
- Sant Estève de Gorgaç
- Sant Martin de Londras
- Sant Miquèl (Erau)
- Sant Pèire de la Faja
- Sant Privat
- Sobès
- Somont
- Usclats del Bòsc
- La Vacariá e Sant Martin de Castrias
- La Valeta